# Dyocerasoma insulanum
Dyocerasoma insulanum är en mångfotingart som beskrevs av Carl Graf Attems 1951. Dyocerasoma insulanum ingår i släktet Dyocerasoma och familjen knöldubbelfotingar. Inga underarter finns listade i Catalogue of Life.